# Antoni I del Congo
António I Nvita a Nkanga va ser Manikongo del regne del Congo des de 1661 fins a la seva derrota i mort a la batalla de Mbwila el 29 d'octubre de 1665. Va ser elegit després de la mort del rei Garcia II. Igual que l'antic rei, António I perseguia una política exterior centrada en expulsar els portuguesos de la seva regió.
Sentint-se amenaçat pel retorn de Portugal a la frontera sud del Congo, António I va intentar renovar la guerra del Congo contra els portuguesos amb una nova aliança similar a la de la batalla de Kitombo. No podent confiar en l'ajuda holandesa, va enviar emissaris al Regne d'Espanya, però no va aconseguir una aliança. També va contactar amb els aliats ambundu del Congo a Matamba i els regnes semi-independents de Dembos i Mbwila.
Els portuguesos van aconseguir aquests plans i també van pressionar les reclamacions sobre la sobirania del petit regne de Mbwila. Quan va sorgir una disputa successòria entre el rei Mbwila (recolzat per Congo) i la seva tia (recolzada per Portugal), els rivals van arribar amb exèrcits per resoldre la disputa. A la batalla de Mbwila, els bakongo va patir la seva pitjor derrota militar, que va provocar la mort de centenars de guerrers inclòs el rei António que havia liderat un contingent de 400 guerrers a la batalla. El rei António I va ser decapitat durant o poc després de la batalla (el cap fou enterrat amb honors reials pels portuguesos) mentre que la corona i el ceptre van ser portats a Portugal com a trofeus.
El rei António va morir sense hereu aparent. Molts dels homes que havien pogut ocupar el seu lloc van morir o van ser capturats durant la batalla, inclòs el seu fill de set anys. La governant kanda de Kinlaza i l'oposada kanda Kimpanzu van lluitar furiosament pel tron causant una devastadora guerra civil. L'apogeu del regne del Congo es va acabar, i trigaria 40 anys en reunificar el regne.